# Pelforth
La Pelforth è un marchio di birra francese, che appartiene al gruppo Heineken.

## Storia
Verso il 1914, Louis Boucquey, Armand Deflandre e Raoul Bonduel, tre fabbricanti di birra a Lilla in Francia, decidono di associarsi per superare i problemi di penuria (in particolare di rame). Scelgono il nome di Pélican per la loro nuova creazione, il nome di una danza molto popolare in questo momento. La birra è a fermentazione bassa. Si vende in bottiglie di 33 cl. o in barili.
Nel 1935, Jean Deflandre, figlio di Armand Deflandre, riesce a unire due malti d'orzo ed utilizza la fermentazione alta, con un lievito inglese, per creare una birra rivoluzionaria. Il nome Pelforth 43, Pel per Pélican, fort (forte) poiché contiene molto malto (43 kg/hL), con l'aggiunta di una "h". La bottiglia subisce anche una nuova progettazione un nuovo design.
Anche se si ferma durante la seconda guerra mondiale, Pelforth non ha nessuna difficoltà a ripartire nel 1950, il "43" viene abbandonato, e così comincia a riconquistare l'Europa. Pelforth si vende a in bottiglie di 25 cl., 33cl., e anche in barili di qualsiasi dimensione.
Nel 1972, l'industria della birra adotta definitivamente il nome di Pelforth. Viene acquistata dalla Française de Brasserie nel 1986, per poi essere inglobata nel gruppo Heineken nel 1988.
La birra Pelforth Ambrée viene lanciata nel 2003 per affiancare le sue sorelle Blonde e Brune.

## Produzione attuale
Le industrie della birra Pelforth producono attualmente 22 marchi diversi, dalla Giorgio Killian's, una birra al malto di whisky, alle birre stagionali di Natale e di marzo. Con una produzione che totalizza 3 milioni di ettolitri all'anno.

## Marche prodotte
- Pelforth Brune, è una birra scura che ha un forte gusto di caramella o di miele, e leggermente di caffè. È relativamente zuccherata e poco amara, per una birra scura. Con il 6,5% di alcool (vol).
- Pelforth Blonde, è una birra chiara, rinfrescante, con il 5,8% di alcool (vol).
- Pelforth Ambrée, con il 6% di alcool (vol).
- Pelforth 3Malts, con il 6,9% di alcool (vol).

## Slogan
- Nel 1960, À chacun sa Pelforth (A ciascuno la sua Pelforth])
- Nel 1960, Une Pelforth par jour (Una Pelforth al giorno)
- Nel 1970, Pelforth : un plaisir un peu secret (Pelforth: un piacere un po' segreto)
- Nel 1972, La bière des hommes qui ont soif (La birra per gli uomini che hanno sete)
- Nel 1999, Signe particulier : Pelforth (Segni particolari: Pelforth)
- Nel 2001, Bière comme personne (Birra come nessuna)
- Nel 2006, Pelforth, bière de caractère (Pelforth, birra di carattere)